# Zoo Tycoon 2: Marine Mania
Zoo Tycoon 2: Marine Mania is het derde uitbreidingspakket voor het bedrijfssimulatiespel Zoo Tycoon 2. De uitbreiding is gericht op dieren die in het water leven, net zoals de uitbreiding Marine Mania voor het eerste Zoo Tycoon-spel.

## Gameplay
In Marine Mania is het mogelijk om watershows te maken. De speler kan de dieren zelf trainen voor de shows in de "Bezoekersmodus" maar een trainer inhuren is ook mogelijk.
De minigame vindt plaats in het oefengebied, in het bassin van het dier. De speler volgt met de muis een cirkel, die zich op een lijn voortbeweegt. De lijn heeft de vorm van het kunstje. Een training verhoogt de vaardigheid van het dier in dat kunstje. Hoe verder de training vordert, hoe moeilijker het wordt om met de muis het bolletje te volgen. In een hoger level worden zelfs toetsencombinaties toegevoegd.
De show vindt plaats in het showbassin, dat vastzit aan het gewone bassin. Het dier zwemt door een deurtje wanneer een show begint. De speler kan de show zelf samenstellen.
Zoo Tycoon 2: Marine Mania kwam op 27 oktober 2006 uit. Dit uitbreidingspakket bevat 20 zeedieren, waaronder de tuimelaar en de orka. De uitbreiding bevat vier nieuwe habitats: rif, zeebodem, kust, en diepzee. Ook nieuw aan deze uitbreiding is de verbeterde werking van de "Habitatborstel". Met Marine Mania is het een meer gestroomlijnd en efficiënter gereedschap, want de speler kan bomen, rotsen en planten bedienen via drie knoppen (één voor elk element). Zo kan hij dan via deze knop regelen of een element al dan niet aanwezig moet zijn terwijl het biotoop verandert (bijvoorbeeld: bomen en planten in een woestijngebied, maar geen rotsen). De "Habitatborstel" werkt nu ook onder water, dit omdat er ook onderwaterplanten beschikbaar zijn. Aan enkele dieren van Zoo Tycoon 2 zijn onderwateranimaties toegevoegd. Deze dieren zijn het nijlpaard, de keizerspinguïn en de ijsbeer. Aan de nijlkrokodil en de Amerikaanse bever zijn geen onderwateranimaties toegevoegd omdat Blue Fang van mening is dat deze twee het grootste deel van hun tijd aan het wateroppervlak leven en dus niet duiken.

### Lijst van dieren
De dieren aangeduid met een sterretje (*) kunnen optreden in shows.
| Dier                    | Biotoop  | Beschikbaar vanaf | Beschermingsstatus |
| ----------------------- | -------- | ----------------- | ------------------ |
| Blauwe marlijn          | Diepzee  | 1 ster            | Enigszins bedreigd |
| Californische zeeleeuw* | Kust     | 1,5 sterren       | Enigszins bedreigd |
| Caribische lamantijn    | Kust     | 1,5 sterren       | Kwetsbaar          |
| Geschulpte hamerhaai    | Diepzee  | 3,5 sterren       | Enigszins bedreigd |
| Groene zeeschildpad     | Kust     | 1 ster            | Bedreigd           |
| Koboldhaai              | Zeebodem | 4 sterren         | Kwetsbaar          |
| Kortflippergriend*      | Diepzee  | 2 sterren         | Enigszins bedreigd |
| Lederschildpad          | Diepzee  | 2,5 sterren       | Ernstig bedreigd   |
| Narwal                  | Toendra  | 3 sterren         | Kwetsbaar          |
| Orka*                   | Toendra  | 5 sterren         | Enigszins bedreigd |
| Reuzenmanta             | Rif      | 0,5 ster          | Enigszins bedreigd |
| Rotsspringer            | Kust     | 2 sterren         | Kwetsbaar          |
| Tuimelaar*              | Kust     | 3,5 sterren       | Kwetsbaar          |
| Walrus*                 | Toendra  | 4,5 sterren       | Kwetsbaar          |
| Walvishaai              | Zeebodem | 4,5 sterren       | Kwetsbaar          |
| Witte dolfijn*          | Toendra  | 0,5 ster          | Enigszins bedreigd |
| Witte haai              | Zeebodem | 5 sterren         | Kwetsbaar          |
| Zeeotter*               | Kust     | 2,5 sterren       | Bedreigd           |
| Zwarte zwaardwalvis*    | Kust     | 4 sterren         | Enigszins bedreigd |
| Zwartpuntrifhaai        | Rif      | 3 sterren         | Enigszins bedreigd |